# Zoopsis
Zoopsis là một chi rêu trong họ Lepidoziaceae.